# Kloštar Ivanić
Kloštar Ivanić é uma vila e município da Croácia localizado no condado de Zagreb